# Селезньови
Селезньо́ви (рос. Селезнёвы) — присілок у складі Афанасьєвського району Кіровської області, Росія. Входить до складу Бісеровського сільського поселення.
Населення становить 6 осіб (2010, 18 у 2002).
Національний склад станом на 2002 рік — росіяни 100 %.